# Безымянка (Калининградская область)
Безымянка — посёлок в Зеленоградском районе Калининградской области. Входил до 2016 в состав Ковровского сельского поселения.

## Население
| 2002 | 2010 |
| ---- | ---- |
| 47   | ↘42  |

## История
Населенный пункт Нискирден был основан в 1343 году, со временем название приобрело форму Нускерн. В 1896 году был владением Адольфа Тортиловикца фон Батокки-Фрибе.
В 1946 году Нускерн был переименован в поселок Безымянку.